# Nurmołda Ałdabergenow
Nurmołda Ałdabergenow (ros. Нурмолда Алдабергенов, kaz. Нұрмолда Алдабергенов, ur. 20 grudnia 1906 w aule Małajsary w powiecie kopalskim (obecnie w rejonie eskeldi w obwodzie ałmaackim), zm. 17 listopada 1967 we wsi Mukry w rejonie eskeldi w obwodzie ałmaackim) – radziecki rolnik, przewodniczący kołchozu i organizator kołchozów, dwukrotny Bohater Pracy Socjalistycznej (1948 i 1958).

## Życiorys
Urodził się w kazachskiej rodzinie chłopskiej. Skończył 4 klasy, w wieku 12 został osierocony. Pracował jako robotnik rolny, później jako robotnik przy budowie kolei. W 1930 wrócił w rodzinne strony i został kołchoźnikiem, później brygadzistą w aule Czubar w rejonie tałdykorgańskim w obwodzie ałmaackim, w 1935 został przewodniczącym kołchozu. Dzięki jego zdolnościom organizacyjnym i autorytetowi kierowany przez niego kołchoz stał się przodującym w rejonie i rolnictwo w nim zostało zautomatyzowane. Od 1940 należał do WKP(b). W 1942 ochotniczo zgłosił się na front, walczył w wojnie z Niemcami do 1945. Po demobilizacji wrócił do swojego kołchozu i do kierowania nim. Gdy był przewodniczącym, we wsi Mukyry budowano nowe domy mieszkalne i założono dom kultury, szkołę średnią, szpital i przedszkola. Jego drużynie kołchoźników udało się uzyskać wyjątkowo wysokie plony buraka cukrowego, m.in. w 1947 zbiory wyniosły 365 kwintali z hektara (i jednocześnie 13,7 kwintali zboża z hektara). Wprowadzał nowe metody w uprawie roli i hodowli zwierząt i założył w kołchozie szkołę nauczającą jego doświadczalnych sposobów. W 1950 po połączeniu trzech gospodarstw został przewodniczącym dużego kołchozu im. Stalina, którym następnie kierował przez 15 lat. W 1967 został przewodniczącym kołchozu im. Marksa. Był deputowanym do Rady Najwyższej ZSRR 5 kadencji (1958-1962) i do Rady Najwyższej Kazachskiej SRR 3 i 4 kadencji. W 1956 był delegatem na XX Zjazd KPZR, od 1954 do 1959 i ponownie 1960-1961 wchodził w skład KC KPK.

## Odznaczenia
- Medal Sierp i Młot Bohatera Pracy Socjalistycznej (dwukrotnie, 28 marca 1948 i 29 marca 1958)
- Order Lenina (dwukrotnie, 28 marca 1948 i 11 stycznia 1957)
- Order Czerwonego Sztandaru Pracy (19 kwietnia 1967)
- Medal „Za pracowniczą dzielność” (9 kwietnia 1947)

I inne.